# Floris Drachen
Floris Drachen (Originaltitel: Florrie’s Dragons) ist eine britisch-südafrikanische Zeichentrickserie, die von 2010 bis 2011 produziert wurde. Die Geschichte basiert auf der Buchvorlage von An Vrombaut.

## Handlung
Ein Drache lebt zusammen mit der kleinen Prinzessin Flori auf einem Schloss in einem fernen Königreich. Der Drache ist groß, blau, sympathisch und spuckt statt Feuer Blubberblasen. Die beiden sind gute Freunde, erleben zusammen viele Abenteuer und entdecken gemeinsam die Welt. Im Königreich leben weitere Drachen und Bewohner.

## Produktion und Veröffentlichung
Die Serie wurde von 2010 bis 2011 produziert. Dabei entstanden 52 Folgen. Regie führten An Vrombaut und Will Brenton. Die Musik komponierte Paul Kissaun.
Erstmals wurde die Serie am 7. September 2010 ausgestrahlt. Die deutsche Erstausstrahlung fand am 29. April 2013 auf KiKA statt.

## Episodenliste
| Folgen-Nr. | deutscher Titel            | englischer Titel               | deutsche Erstausstrahlung | englische Erstausstrahlung |
| 1          | Blubberschrubberblasen     | Whizzy Busy Bubbles            | 29. April 2013            | 7. September 2010          |
| 2          | Das Wasserballett          | The Water Ballet               | 10. September 2013        | 8. September 2010          |
| 3          | Ein Drache für Rassel      | A Dragon For Rattle            | 30. April 2013            | 9. September 2010          |
| 4          | Himmelsmalerei             | Sky Drawing                    | 12. September 2013        | 10. September 2010         |
| 5          | Verirrt im Irrgarten       | Trouble In The Maze            | 1. Mai 2013               | 12. September 2010         |
| 6          | Das große Picknick         | The Grand Picnic               | 16. September 2013        | 13. September 2010         |
| 7          | Ferdinands Meisterstück    | Ferdinand’s Grand Design       | 2. Mai 2013               | 14. September 2010         |
| 8          | Kicherkitzelblasen         | Tickley Bubbles                | 10. Juli 2013             | 15. September 2010         |
| 9          | Der Rollschuhtanz          | Can’t Skate, Wont Skate        | 3. Mai 2013               | 20. September 2010         |
| 10         | Musik ist überall          | Toot Toot’s Surprise Band      | 20. September 2013        | 25. September 2010         |
| 11         | Königin für einen Tag      | Queen For A Day                | 6. Mai 2013               | 1. Oktober 2010            |
| 12         | Verstecken spielen         | Hide And Seek                  | 24. September 2013        | 5. Oktober 2010            |
| 13         | Der Kronleuchter           | Oopsy Bubbles                  | 7. Mai 2013               | 1. Oktober 2010            |
| 14         | Blasen über Blasen         | Bubbles Everywhere             | 26. September 2013        | 15. Oktober 2010           |
| 15         | Der Waschtag               | Hat In The Sky                 | 8. Mai 2013               | 18. Oktober 2010           |
| 16         | Die Suppenmelone           | The Soup Melon                 | 30. September 2013        | 20. Oktober 2010           |
| 17         | Schluckauf                 | Hiccups                        | 9. Mai 2013               | 25. September 2010         |
| 18         | Tut-Tut ohne Tut           | Get Well Toot-Toot             | 2. Oktober 2013           | 1. November 2010           |
| 19         | Die Musikstunde            | Trumpet Bubbles                | 10. Mai 2013              | 5. November 2010           |
| 20         | Das Drachenbad             | Bath Time Dear Dragon          | 4. Oktober 2013           | 10. Oktober 2010           |
| 21         | Der Kirschendieb           | A Very Cherry Mystery          | 13. Mai 2013              | 15. Oktober 2010           |
| 22         | Rassel ohne Gerassel       | Rattle-less Rattle             | 8. Oktober 2013           | 20. Oktober 2010           |
| 23         | Der Heißluftballon         | Hot Air Ballon                 | 14. Mai 2013              | 25. Oktober 2010           |
| 24         | Forscher in Seenot         | Explorers                      | 10. Oktober 2013          | 1. November 2010           |
| 25         | Klein Schlummi             | The Pet Snoozle                | 15. Mai 2013              | 5. November 2010           |
| 26         | Die Rutschpartie           | Swish-Splash                   | 14. Oktober 2013          | 10. November 2010          |
| 27         | Der Froschdrache           | The Frog Dragon                | 16. Mai 2013              | 15. November 2010          |
| 28         | Wer ist Ferdinand?         | Ferdinand Who?                 | 16. Oktober 2013          | 20. November 2010          |
| 29         | Die Schatzsuche            | Treasure Hunt                  | 17. Mai 2013              | 25. November 2010          |
| 30         | Der Pompomklub             | The Pom Pom Club               | 18. Oktober 2013          | 30. November 2010          |
| 31         | Das Schlosskraut           | Lockweeds                      | 20. Mai 2013              | 5. Dezember 2010           |
| 32         | Kasimirs neuer Bart        | The Bad Beard Day              | 22. Oktober 2013          | 10. Dezember 2010          |
| 33         | Ausgetrickst               | That’s Not Florrie             | 21. Mai 2013              | 15. Dezember 2010          |
| 34         | Zuhause sein               | A Home For Dear Dragon         | 24. Oktober 2013          | 20. Dezember 2010          |
| 35         | Ratz-Fatz im Blindflug     | Zoom-Zoom’s Control Room       | 22. Mai 2013              | 25. Dezember 2010          |
| 36         | Die Tüdelüzauberkiste      | The Thingamajiggy Box          | 28. Oktober 2013          | 1. Januar 2011             |
| 37         | Singende Gänseblümchen     | Singing Daisies                | 23. Mai 2013              | 5. Januar 2011             |
| 38         | Schlaflos im Schlummerwald | Snoozelless In The Snoozelwood | 30. Oktober 2013          | 10. Januar 2011            |
| 39         | Das Drachenei              | The Dragon Egg                 | 24. Mai 2013              | 15. Januar 2011            |
| 40         | Der Regentag               | A Rainy Day                    | 1. November 2013          | 20. Januar 2011            |
| 41         | Der große Ball             | Dance Dance Dance              | 27. Mai 2013              | 25. Januar 2011            |
| 42         | Der Schwebetag             | Float Day                      | 5. November 2013          | 30. Januar 2011            |
| 43         | Marmeladensüchtig          | Raspberry Jam Volcano          | 28. Mai 2013              | 5. Februar 2011            |
| 44         | Flori, die Heldin          | Florrie The Hero               | 7. November 2013          | 10. Februar 2011           |
| 45         | Die Perlensuche            | The Bubble Necklace            | 29. Mai 2013              | 15. Februar 2011           |
| 46         | Floris Portrait            | Florrie’s Portrait             | 11. November 2013         | 20. Februar 2011           |
| 47         | Discoblubberblasen         | Disco Bubbles                  | 30. Mai 2013              | 20. Februar 2011           |
| 48         | Der Spaß- und Sporttag     | Silly Sports Day               | 13. November 2013         | 1. März 2011               |
| 49         | Die Harfencouch            | The Harpsicouch                | 31. Mai 2013              | 5. März 2011               |
| 50         | Der freie Tag              | The Grown-up’s Day Off         | 15. November 2013         | 10. März 2011              |
| 51         | Manege frei!               | Roll Up! Roll Up!              | 3. Juni 2013              | 15. März 2011              |
| 52         | Der Winterball             | The Winter Ball                | 3. Juni 2013              | 20. März 2011              |